# 이탈리아 사회운동
이탈리아 사회운동(이탈리아어: Movimento Sociale Italiano)은 1946년 12월 26일에 창당했으며, 형식적으로는 이탈리아의 보수주의 정당이나, 실질적으로는 네오파시즘을 추구했던 극우 정당이며, 법적으로는 민주 파시스트당의 후계정당이다. 이탈리아의 세기라는 보수주의 신문을 당보로 두고 있었다.
전 이탈리아 왕국의 독재자 베니토 무솔리니의 지지자들에 의해 창당되었으며 1960년대 당시에는 이탈리아에서 네 번째로 큰 정당이였다.

## 같이 보기
- 이탈리아의 정당
- 신권력당